# Asilus clavatus
Asilus clavatus är en tvåvingeart som beskrevs av Macquart 1838. Asilus clavatus ingår i släktet Asilus och familjen rovflugor. Inga underarter finns listade i Catalogue of Life.